# Fridrich August I. Oldenburský
Fridrich August I. (20. září 1711, Schleswig – 6. července 1785, Oldenburg) byl první vévoda oldenburský.

## Život
Narodil se 20. září 1711 na zámku Gottorf v Schleswigu jako syn vévody Kristiána Augusta Holštýnsko-Gottorpského a princezny Albertiny Frederika Bádensko-Durlašské.
Roku 1734 byl svým synovcem vévodou Karlem Fridrichem jmenován generálním vojenským komisařem v Kielu, který byl zodpovědný za výstroj a výzbroj holštýnsko-gottorpského vojska. Karel Fridrich jej také určil jako poručníka svého syna Karla Petra Ulricha, pozdějšího cara Petra III. Po smrti Karla Fridricha se situace však změnila. Fridrich August opustil Kiel l, stal se plukovníkem a později generálem pěší pěchoty v Nizozemsku. Prakticky pěchotu nevedl.
Roku 1743 se Fridrich stal koadjutorem knížecího biskupství Lübeck. Když se jeho bratr Adolf I. Fridrich stal švédským králem, Fridrich August ho nahradil na pozici knížete-biskupa Lübecku.
Jeho bratr car Petr byl svržen svou manželkou Kateřinou, která jmenovala jejich bratra Jiřího Ludvíka ruským regentem Holštýnsko-Gottorpského vévodství. Brzy po svém nástupu zemřel. Po jeho smrti byl regentem jmenován Fridrich August.
Aby carevna zajistila ruskou dominanci v oblasti Baltského moře, snažila se vyvážit vztahy mezi Ruskem a Dánskem. Nabídla zřeknutí se části Holštýnska. Dánsko navrhlo zřeknutí se Oldenburského a Delmenhorstského hrabství, což znamenalo konec 106 letům vládnutí nad tímto územím Dánskem.
Roku 1774 povýšil císař Josef II. Oldenburské hrabství na vévodství. Prvním vévodou se stal Fridrich August. Vévoda však nesídlil v Oldenburgu, ale ve svém předchozí rezidenci v Eutinu.
Do čela státní správy vévodství byl jmenován Friedrich Levin von Holmer.
Zemřel 6. července 1785.

## Manželství a potomci
Dne 21. listopadu 1752 se v Kasselu oženil s Ulrikpu Frederikou Vilemínou Hesensko-Kasselskou. Spolu měli tři děti:
- princ Petr Fridrich (1754–1823)
- princezna Luisa Karolína (1756–1759)
- princezna Hedvika Alžběta Šarlota (1759–1818)